# Danh sách họa phẩm đắt giá nhất
Những họa phẩm nổi tiếng nhất thế giới, đặc biệt sáng tác trước 1800, phần lớn do các bảo tàng sở hữu, rất hiếm khi được đem bán. Sách Kỷ lục Guinness đã xếp bức Mona Lisa do bảo tàng Louvre sở hữu là họa phẩm được bảo hiểm với mức giá cao nhất trong lịch sử.
Dưới đây là những họa phẩm có giá cao nhất từng được bán, phần lớn qua các cuộc đấu giá. Trong danh sách có thể thấy, hai họa sĩ có nhiều tác phẩm đắt giá nhất là Pablo Picasso và Vincent van Gogh. Phần in đậm ghi giá đã chuyển đổi theo chỉ số giá tiêu dùng, bên cạnh đó là giá gốc, đều tính theo đơn vị triệu USD.

## Danh sách
| Giá chuyển đổi (Triệu USD) | Giá gốc (Triệu USD)        | Họa phẩm                                                             | Minh họa | Nghệ sĩ               | Năm       | Năm bán              | Rank at sale | Người bán                                       | Người mua                                                   | Nhà bán đấu giá                                           |
| -------------------------- | -------------------------- | -------------------------------------------------------------------- | --- | --------------------- | --------- | -------------------- | ------------ | ----------------------------------------------- | ----------------------------------------------------------- | --------------------------------------------------------- |
| $53761175                  | $450.3                     | Salvator Mundi                                                       | | Leonardo da Vinci     | 1490-1519 | 15 tháng 11 năm 2017 | 1            | Dmitry Rybolovlev                               |                                                             | đấu giá tại Christie's, New York                          |
| ~$370                      | ~$300                      | Interchange                                                          | | Willem de Kooning     | 1955      | tháng 9 năm 2015     | 1            | David Geffen Foundation                         | Kenneth C. Griffin                                          | bán riêng tư nhân                                         |
| $325 +                     | $250 +                     | The Card Players                                                     | | Paul Cézanne          | 1892/93   | tháng 4 năm 2011     | 1            | George Embiricos                                | State of Qatar                                              | bán riêng tư nhân                                         |
| $259                       | $210                       | Nafea Faa Ipoipo (When Will You Marry?)                              | | Paul Gauguin          | 1892      | tháng 9 năm 2014     | 2            | Rudolf Staechelin family                        | State of Qatar                                              | bán riêng tư nhân                                         |
| ~$247                      | ~$200                      | Number 17A                                                           | | Jackson Pollock       | 1948      | tháng 9 năm 2015     | 4            | David Geffen Foundation                         | Kenneth C. Griffin                                          | bán riêng tư nhân                                         |
| $230                       | $186 (€140)                | No. 6 (Violet, Green and Red)                                        | | Mark Rothko           | 1951      | tháng 8 năm 2014     | 2            | Cherise Moueix                                  | Dmitry Rybolovlev                                           | bán riêng tư nhân via Yves Bouvier                        |
| $222                       | $180 (€160M for pair)      | Pendant portraits of Maerten Soolmans and Oopjen Coppit              | | Rembrandt             | 1634      | tháng 9 năm 2015     | 4            | Éric de Rothschild                              | Rijksmuseum Louvre                                          | bán riêng tư nhân                                         |
| $2214426                   | $179.4                     | Les Femmes d'Alger ("Version O")                                     | | Pablo Picasso         | 1955      | 11 tháng 5 năm 2015  | 4            | Private collection                              | Hamad bin Jassim bin Jaber Al Thani                         | Christie's, New York                                      |
| $2103807                   | $170.4                     | Nu Couché                                                            | | Amedeo Modigliani     | 1917/18   | 9 tháng 11 năm 2015  | 6            | Laura Mattioli Rossi                            | Liu Yiqian                                                  | Christie's, New York                                      |
| $2032                      | $140                       | No. 5, 1948                                                          | | Jackson Pollock       | 1948      | 2 tháng 11 năm 2006  | 1            | David Geffen                                    | David Martinez                                              | bán riêng tư nhân via Sotheby's                           |
| $19699                     | $165.0                     | Masterpiece                                                          | | Roy Lichtenstein      | 1962      | tháng 1 năm 2017     | 10           | Agnes Gund                                      | Steven A. Cohen                                             | bán riêng tư nhân                                         |
| $1996                      | $137.5                     | Woman III                                                            | | Willem de Kooning     | 1953      | 18 tháng 11 năm 2006 | 2            | David Geffen                                    | Steven A. Cohen                                             | bán riêng tư nhân via Larry Gagosian                      |
| $196                       | $135                       | Portrait of Adele Bloch-Bauer I                                      | | Gustav Klimt          | 1907      | 18 tháng 6 năm 2006  | 1            | Maria Altmann                                   | Ronald Lauder, Neue Galerie                                 | bán riêng tư nhân via Christie's                          |
| $1947                      | $155                       | Le Rêve                                                              | | Pablo Picasso         | 1932      | 26 tháng 3 năm 2013  | 5            | Steve Wynn                                      | Steven A. Cohen                                             | bán riêng tư nhân                                         |
| $18479                     | $82.5                      | Portrait of Dr. Gachet                                               | | Vincent van Gogh      | 1890      | 15 tháng 5 năm 1990  | 1            | Siegfried Kramarsky family                      | Ryoei Saito                                                 | Christie's, New York                                      |
| $1829                      | $150                       | Adele Bloch-Bauer II                                                 | | Gustav Klimt          | 1912      | 2016                 | 14           | Oprah Winfrey                                   | unidentified buyer in China                                 | bán riêng tư nhân via Larry Gagosian                      |
| $1789014                   | $142.4                     | Three Studies of Lucian Freud                                        | | Francis Bacon         | 1969      | 12 tháng 11 năm 2013 | 7            | [ note 3 ]                                      | Elaine Wynn, ex-wife of Steve Wynn                          | Christie's, New York                                      |
| $17494                     | $78.1                      | Bal du moulin de la Galette                                          | | Pierre-Auguste Renoir | 1876      | 17 tháng 5 năm 1990  | 2            | Betsey Whitney                                  | Ryoei Saito                                                 | Sotheby's, New York                                       |
| $1613907                   | $104.2                     | Garçon à la pipe                                                     | Tập tin:Garçon à la pipe.jpg | Pablo Picasso         | 1905      | 5 tháng 5 năm 2004   | 3            | Greentree foundation (Whitney family)           | Barilla Group?                                              | Sotheby's, New York                                       |
| $15286251                  | $119.9                     | The Scream                                                           | | Edvard Munch          | 1895      | 2 tháng 5 năm 2012   | 8            | Petter Olsen                                    | Leon Black                                                  | Sotheby's, New York                                       |
| $150                       | $118                       | Reclining Nude With Blue Cushion                                     | | Amedeo Modigliani     | 1917      | 2012                 | 8            | Steven A. Cohen                                 | Dmitry Rybolovlev                                           | bán riêng tư nhân via Yves Bouvier                        |
| $1476                      | $110.0                     | Flag                                                                 | | Jasper Johns          | 1954      | tháng 3 năm 2010     | 7            | Jean-Christophe Castelli                        | Steven A. Cohen                                             | bán riêng tư nhân, estimated price                        |
| $14289747                  | $106.5                     | Nude, Green Leaves and Bust                                          | | Pablo Picasso         | 1932      | 4 tháng 5 năm 2010   | 8            | Frances Lasker Brody estate                     | Leonard Blavatnik?                                          | Christie's, New York                                      |
| $1416                      | $58 plus exchange of works | Portrait of Joseph Roulin                                            | | Vincent van Gogh      | 1889      | 1 tháng 8 năm 1989   | 1            | Private collection, Zürich                      | Museum of Modern Art New York                               | bán riêng tư nhân via Thomas Ammann, Fine Art Zurich      |
| $13884                     | $53.9                      | Irises                                                               | | Vincent van Gogh      | 1889      | 11 tháng 11 năm 1987 | 1            | son of Joan Whitney Payson                      | Alan Bond                                                   | Sotheby's, New York                                       |
| $1382188                   | $95.2                      | Dora Maar au Chat                                                    | | Pablo Picasso         | 1941      | 3 tháng 5 năm 2006   | 5            | Gidwitz family                                  | Boris Ivanishvili                                           | Sotheby's, New York                                       |
| $1359                      | $100.0                     | Eight Elvises                                                        | | Andy Warhol           | 1963      | tháng 10 năm 2008    | 10           | Annibale Berlingieri                            | Possibly the State of Qatar                                 | bán riêng tư nhân via Philippe Ségalot                    |
| $13192                     | $110.5                     | Untitled                                                             | | Jean-Michel Basquiat  | 1982      | 18 tháng 5 năm 2017  | 28           |                                                 | Yusaku Maezawa                                              | Sotheby's, New York                                       |
| $13279 +                   | $105.7 + (¥10,300)         | Anna's Light                                                         | | Barnett Newman        | 1968      | 4 tháng 10 năm 2013  | 18           | DIC Corp.                                       |                                                             | bán riêng tư nhân                                         |
| $132469                    | $105.4                     | Silver Car Crash (Double Disaster)                                   | | Andy Warhol           | 1963      | 13 tháng 11 năm 2013 | 20           |                                                 |                                                             | Sotheby's, New York                                       |
| $12837                     | $71.5                      | Portrait de l'artiste sans barbe                                     | | Vincent van Gogh      | 1889      | 19 tháng 11 năm 1998 | 5            | Heirs of Jacques Koerfer                        |                                                             | Christie's, New York                                      |
| $126                       | $100                       | La Montagne Sainte-Victoire vue du bosquet du Château Noir           | | Paul Cézanne          | 1904      | 2013                 | 20           | Edsel and Eleanor Ford House                    | State of Qatar                                              | bán riêng tư nhân                                         |
| $124784829782              | $76.7 (£49.5)              | Massacre of the Innocents                                            | | Peter Paul Rubens     | 1611      | 10 tháng 7 năm 2002  | 6            | an Austrian family                              | Kenneth Thomson                                             | Sotheby's, Luân Đôn                                       |
| $1177369                   | $95.4                      | Nurse                                                                | | Roy Lichtenstein      | 1964      | 9 tháng 11 năm 2015  | 30           |                                                 |                                                             | Christie's, New York                                      |
| $1172728                   | $86.3                      | Triptych, 1976                                                       | | Francis Bacon         | 1976      | 14 tháng 5 năm 2008  | 13           | Moueix family                                   | Roman Abramovich                                            | Sotheby's, New York                                       |
| $116435                    | $49.3 (F300)               | Les Noces de Pierrette                                               | | Pablo Picasso         | 1905      | 30 tháng 11 năm 1989 | 3            | Fredrik Roos                                    | Tomonori Tsurumaki                                          | Binoche et Godeau Paris                                   |
| $1161                      | $80.0                      | False Start                                                          | | Jasper Johns          | 1959      | 12 tháng 10 năm 2006 | 11           | David Geffen                                    | Kenneth C. Griffin                                          | bán riêng tư nhân via Richard Gray                        |
| $1155                      | $57                        | A Wheatfield with Cypresses                                          | | Vincent van Gogh      | 1889      | tháng 5 năm 1993     | 6            | son of Emil Georg Bührle                        | Walter H. Annenberg                                         | bán riêng tư nhân via Steven Mazoh                        |
| $112965                    | $47.8                      | Yo, Picasso                                                          | | Pablo Picasso         | 1901      | 9 tháng 5 năm 1989   | 2            | Wendell Cherry                                  | Stavros Niarchos                                            | Sotheby's, New York                                       |
| $1129                      | $80.0                      | Turquoise Marilyn                                                    | | Andy Warhol           | 1964      | 20 tháng 5 năm 2007  | 17           | Stefan Edlis                                    | Steven A. Cohen                                             | bán riêng tư nhân via Larry Gagosian                      |
| $1114                      | $70.0                      | Portrait of Alfonso d'Avalos, Marquis of Vasto, in Armor with a Page | | Titian                | 1533      | tháng 11 năm 2003    | 10           | AXA insurance company                           | Getty Museum                                                | bán riêng tư nhân via Hervé Aaron                         |
| $11074717                  | $86.9                      | Orange, Red, Yellow                                                  | | Mark Rothko           | 1961      | 8 tháng 5 năm 2012   | 26           | Estate of David Pincus                          |                                                             | Christie's, New York                                      |
| $1094824307                | $80.5 (£40.9)              | Le Bassin aux Nymphéas                                               | | Claude Monet          | 1919      | 24 tháng 6 năm 2008  | 20           | J. Irwin and Xenia S. Miller                    |                                                             | Christie's, Luân Đôn                                      |
| $10628                     | $60.5                      | Rideau, Cruchon et Compotier                                         | | Paul Cézanne          | 1894      | 10 tháng 5 năm 1999  | 9            | Whitney Family                                  |                                                             | Sotheby's, New York                                       |
| $1040409                   | $84.2                      | Black Fire I                                                         | | Barnett Newman        | 1961      | 13 tháng 5 năm 2014  | 35           | Private Collection                              | Anonymous                                                   | Christie's, New York                                      |
| $102801                    | $72.8                      | White Center (Yellow, Pink and Lavender on Rose)                     | | Mark Rothko           | 1950      | 15 tháng 5 năm 2007  | 19           | David Rockefeller, Sr.                          | Sheikh Hamad bin Khalifa Al-Thani                           | Sotheby's, New York                                       |
| $102195476                 | $39.7 (£24.75)             | Vase with Fifteen Sunflowers                                         | | Vincent van Gogh      | 1888      | 30 tháng 3 năm 1987  | 1            | Helen Beatty, daughter-in-law of Chester Beatty | Yasuo Goto, Yasuda Comp.                                    | Christie's, Luân Đôn                                      |
| $1012719                   | $81.9                      | Triple Elvis                                                         | | Andy Warhol           | 1963      | 12 tháng 11 năm 2014 | 40           | WestSpiel                                       |                                                             | Christie's, New York                                      |
| $101221                    | $71.7                      | Green Car Crash (Green Burning Car I)                                | | Andy Warhol           | 1963      | 16 tháng 5 năm 2007  | 21           | Private collection, Zürich                      | Philip Niarchos                                             | Christie's, New York                                      |
| $101144                    | $81.9                      | No. 10                                                               | | Mark Rothko           | 1958      | 13 tháng 5 năm 2015  | 43           |                                                 |                                                             | Christie's, New York                                      |
| $998874                    | $80.8                      | Three Studies for a Portrait of John Edwards                         | | Francis Bacon         | 1984      | 13 tháng 5 năm 2014  | 39           | Private Collection                              | Anonymous                                                   | Christie's, New York.                                     |
| $9931355                   | $81.4                      | Meule                                                                | | Claude Monet          | 1891      | 16 tháng 11 năm 2016 | 49           |                                                 |                                                             | Christie's, New York                                      |
| $9707604                   | $81.3                      | Laboureur dans un champ                                              | | Vincent van Gogh      | 1889      | 13 tháng 11 năm 2017 | 52           | Nancy Lee and Perry R. Bass estate              |                                                             | Christie's, New York                                      |
| ~$98                       | ~$75 (€50-60)              | Darmstadt Madonna                                                    | | Hans Holbein          | 1526      | 12 tháng 7 năm 2011  | 29           | Donatus, Landgrave of Hesse                     | Reinhold Würth                                              | bán riêng tư nhân via Christoph Graf Douglas              |
| $963357                    | $70.6 (£50)                | Diana and Actaeon                                                    | | Titian                | 1556–1559 | 1 tháng 2 năm 2009   | 26           | Duke of Sutherland                              | National Galleries of Scotland & National Gallery, Luân Đôn | bán riêng tư nhân                                         |
| $9608                      | $40.7                      | Au Lapin Agile                                                       | Tập tin:Pablo Picasso, 1905, Au Lapin Agile (At the Lapin Agile), oil on canvas, 99.1 x 100.3 cm, Metropolitan Museum of Art.jpg            | Pablo Picasso         | 1904      | 27 tháng 11 năm 1989 | 5            | daughter of Joan Whitney Payson                 | Walter H. Annenberg                                         | Sotheby's, New York                                       |
| $96                        | $68                        | The Gross Clinic                                                     | | Thomas Eakins         | 1875      | 12 tháng 4 năm 2007  | 21           | Thomas Jefferson University                     | Philadelphia Museum of Art                                  | bán riêng tư nhân                                         |
| $9575696                   | $75.1                      | No 1 (Royal Red and Blue)                                            | | Mark Rothko           | 1954      | 13 tháng 11 năm 2012 | 36           | John and Anne Marion                            |                                                             | Sotheby's, New York                                       |
| $953622                    | $38.5 (£20.9)              | Acrobate et jeune arlequin                                           | | Pablo Picasso         | 1905      | 28 tháng 11 năm 1988 | 3            | Heir of Roger Janssen?                          | Mitsukoshi                                                  | Christie's, Luân Đôn                                      |
| $93473                     | $55.0                      | Femme aux Bras Croisés                                               | Tập tin:Pablo Picasso, 1901-02, Femme aux Bras Croisés, Woman with Folded Arms (Madchenbildnis), oil on canvas, 81 × 58 cm (32 × 23 in).jpg | Pablo Picasso         | 1902      | 8 tháng 11 năm 2000  | 13           | McCormick family, Chicago                       |                                                             | Christie's, New York                                      |
| $9254635                   | $69.0                      | Nude Sitting on a Divan ("La Belle Romaine")                         | | Amedeo Modigliani     | 1917      | 2 tháng 11 năm 2010  | 33           | Halit Cıngıllıoglu                              |                                                             | Sotheby's, New York                                       |
| $9218                      | $63.5                      | Police Gazette                                                       | | Willem de Kooning     | 1955      | 12 tháng 10 năm 2006 | 20           | David Geffen                                    | Steven A. Cohen                                             | bán riêng tư nhân via Richard Gray.                       |
| $9139                      | $71.7 (£45)                | Diana and Callisto                                                   | | Titian                | 1556–1559 | 2 tháng 3 năm 2012   | 38           | Duke of Sutherland                              | National Galleries of Scotland & National Gallery, Luân Đôn | bán riêng tư nhân                                         |
| $87076                     | $70.5                      | Untitled (New York City)                                             | | Cy Twombly            | 1968      | 11 tháng 11 năm 2015 | 61           | Family of Sydney M. Irmas                       |                                                             | Christie's, New York                                      |
| $8696064                   | $49.5                      | Femme assise dans un jardin                                          | | Pablo Picasso         | 1938      | 10 tháng 11 năm 1999 | 13           | Robert Saidenberg                               |                                                             | Sotheby's, New York                                       |
| $8659                      | $47.5                      | Peasant Woman Against a Background of Wheat                          | | Vincent van Gogh      | 1890      | 1997                 | 12           |                                                 | Steve Wynn                                                  | bán riêng tư nhân via Acquavella Galleries Inc., New York |
| $860425                    | $69.6                      | Untitled                                                             | | Cy Twombly            | 1970      | 12 tháng 11 năm 2014 | 55           | Nicola del Roscio                               |                                                             | Christie's, New York                                      |
| $860425                    | $69.6                      | Four Marlons                                                         | | Andy Warhol           | 1966      | 12 tháng 11 năm 2014 | 55           | WestSpiel                                       |                                                             | Christie's, New York                                      |
| $8364508                   | $70.1                      | Contraste de formes                                                  | Tập tin:Fernand Léger, 1913, Contrast of Forms (Contraste de formes), published in Der Sturm, 5 September 1920.jpg                          | Fernand Léger         | 1913      | 13 tháng 11 năm 2017 | 68           | Anna-Maria and Stephen Kellen Foundation        |                                                             | Christie's, New York                                      |
| $85187907                  | $65.5 (¥425.5)             | Eagle Standing on Pine Tree                                          | | Qi Baishi             | 1946      | 22 tháng 5 năm 2011  | 38           | Liu Yiqian                                      | Hunan TV & Broadcast Intermediary Co                        | China Guardian Auctions                                   |
| $8503126                   | $63.4                      | Men in Her Life                                                      | | Andy Warhol           | 1962      | 8 tháng 11 năm 2010  | 37           | Jose Mugrabi                                    | Sheikh Hamad bin Khalifa Al-Thani                           | Phillips de Pury & Company                                |
| $83273                     | $67.45                     | La Gommeuse                                                          | Tập tin:Pablo Picasso - La Gommeuse.jpg | Pablo Picasso         | 1901      | 5 tháng 11 năm 2015  | 63           | William I. Koch                                 |                                                             | Sotheby's, New York.                                      |
| $831683                    | $67.4                      | Buste de femme (Femme à la résille)                                  | | Pablo Picasso         | 1938      | 11 tháng 5 năm 2015  | 59           | Steve Wynn                                      | Joseph Lau                                                  | Christie's, New York                                      |
| $831                       | $35.2                      | Portrait of a Halberdier                                             | | Pontormo              | 1537      | 31 tháng 5 năm 1989  | 5            | Chauncey Stillman                               | Getty Museum                                                | Christie's, New York                                      |
| $8189                      | $66.3                      | L'Allée des Alyscamps                                                | | Vincent van Gogh      | 1888      | 5 tháng 5 năm 2015   | 60           |                                                 |                                                             | Sotheby's, New York                                       |
| $81889                     | $66.2                      | Untitled                                                             | | Mark Rothko           | 1952      | 13 tháng 5 năm 2014  | 54           | Private Collection                              | Anonymous                                                   | Christie's, New York                                      |
| $8155518                   | $60.0                      | Suprematist Composition                                              | | Kazimir Malevich      | 1916      | 3 tháng 11 năm 2008  | 34           | Heirs of Kazimir Malevich                       |                                                             | Sotheby's, New York                                       |
| $8087688                   | $66.3                      | Untitled XXV                                                         | | Willem de Kooning     | 1977      | 15 tháng 11 năm 2016 | 70           |                                                 |                                                             | Christie's, New York                                      |
| $8082401                   | $62.1 (¥402.5)             | Zhichuan Resettlement                                                | | Wang Meng             | 1350      | 4 tháng 6 năm 2011   | 42           |                                                 |                                                             | Beijing Poly Auction                                      |
| $805045                    | $65.1                      | Spring (Le Printemps)                                                | | Édouard Manet         | 1881      | 5 tháng 11 năm 2014  | 57           |                                                 | Getty Museum                                                | Christie's, New York                                      |
| $5489                      | $44.4                      | Jimson Weed/White Flower No. 1                                       | | Georgia O'Keeffe      | 1932      | 20 November 2014     |              |                                                 | Crystal Bridges Museum                                      | Sotheby's, New York                                       |